# Anolis eulaemus
Anolis eulaemus este o specie de șopârle din genul Anolis, familia Polychrotidae, descrisă de Boulenger 1908. A fost clasificată de IUCN ca specie cu risc scăzut. Conform Catalogue of Life specia Anolis eulaemus nu are subspecii cunoscute.